# Серебряный волк (рассказ)
И он рассказал мне одну из странных полесских легенд, которые так свежи, фантастичны и наивны, что кажется, будто их создал не бедный, загнанный, молчаливый и суеверный народ, а сумрак векового бора, с его непролазными трущобами, куда не ступала даже звериная лапа, с его ядовитыми туманами, висящими над ржавыми болотами с бездонными трясинами.
«Серебряный волк», в первом названии — «Оборотень (Полесская легенда)» — рассказ-быличка А. И. Куприна.

## Сюжет
Рассказ композиционно делится на две части. В первой словно нагнетается жуть: декабрьская ночь, мутное небо с клочьями облаков, дорога через хвойный лес, где «Великаны сосны протягивали через дорогу, точно белые руки, свои пышные, отягощенные снегом ветви». Вторая часть — собственно быличка, предание, рассказанное ямщиком Трофимом, утверждающим, что вовкулаки в Полесье «водятся — то истинная правда»…
В введении автор рассказывает, что как-то зимой приехал поездом на станцию Волчий, где его уже ждал возчик Трохым Щербатый, и они отправились на санях в Казимировку Волынской губернии. Проезжая по лесу — южной окраине Беловежской пущи, завыл волк, а Щербатый заметя, что «А може, это и не волк трубит, а вовкулак», рассказал местную легенду…
…как жил весёлый парень Стецко Омельчук, который был первым парнем на деревне, охочий как до работы, так и до девок, весельчак и балагур. Но забрали паря в армию:

Писал он, что живется ему хорошо, товарищи его любят, начальство не обижает, а если и бьют, то не сильно и самую малость, потому что без боя на военной службе никак невозможно. Потом писал он еще раз и говорил, что назначили его в полковой церкви за псаломщика. А там и совсем перестал писать, потому что тогда началась у нас большая война с турками.
А через полтора года Стецко вдруг осенью, точно снег на голову, вернулся в село. Но вернулся не таким каким пошёл в солдаты — «как будто бы его там, на войне, подменили». Не осталось от его задора и следа. Чёрный и худой, с перевязанной рукой, с двумя турецкими пулями в теле и хромой на одну ногу. Сидит целый день смурной и нелюдимый и не желает никого видеть, всё думает, думает…
Родители решили женить парня, и за него пошла первая красавица на селе Грипна, но она позже клялась и божилась, что муж с ней не спит и даже не разговаривает, а в полночь иногда уходит куда-то, и возвращается только под утро. И именно в эти ночи обязательно пропадет без вести на шляху какой-нибудь путник.
Старый Омельчук решил проследить за сыном, и открылась страшная правда: ночью Стецько превращается в огромного серебряного волка, и идёт в лес, где уже ждёт стая.
На утро Стецко придя к отцу, рассказал ему, что в ночь на рождественский сочельник дана волкам большая власть над людьми, но не смеет стая трогать тех, «кто в эту ночь не своею волей из дому вышел», а вот тот, кто едет «по своей корысти», как купец на ярмарку, — сам и становится добычей. И после разговора с отцом совсем исчез Стецко, будто его и не было никогда.

## История
Рассказ входит в «Полесский цикл» рассказов Куприна, наряду с рассказами «На глухарей», «Лесная глушь», и повестью «Олеся».
В рассказе те же герои, что и в рассказе «На глухарей» — рассказчик и полесский охотник Трохим Щербатый.
Цикл был создан писателем на основе впечатлений от службы в 1897 году управляющим имением в бывшем селе Казимирка (сейчас — Кузьмивка) Ровенского уезда Волынской губернии.
Рассказ впервые напечатан в газете «Одесские новости» № 5230 за 4 марта 1901 года, под названием «Оборотень (Полесская легенда)». Почти без изменений вошёл в собрания сочинений.
Но через тридцать лет Куприн, помещая рассказ в парижской газете «Возрождение» № 2045 за 7 января 1931 года, изменил его, заменив название «Оборотень» — на «Серебряный волк», подзаголовок «Полесская легенда» — на «Рождественский рассказ», станцию Березную — на Волчью, текст был значительно сокращён, изменены вступление к рассказу возчика и концовка рассказа.
Введение:

«И он рассказал мне одну из странных полесских легенд, которые так свежи, фантастичны и наивны, что кажется, будто их создал не бедный, загнанный, молчаливый и суеверный народ, а сумрак векового бора, с его непролазными трущобами, куда не ступала даже звериная лапа, с его ядовитыми туманами, висящими над ржавыми болотами, с его бездонными трясинами. Мне никогда не забыть тех сильных, жутких ощущений, которые я испытывал, слушая этот рассказ, в то время как сани бесшумно скользили по мягкому снегу, а наверху в узком мутном просвете стремительно неслись прозрачные обрывки облаков, а лес точно замер и прислушивался, не шевелясь, к далекому заунывному пению волка. В эту ночь я также был склонен верить в злых духов и в оборотней, как и Трофим, говоривший с непоколебимой верой и с благоговейным почтением к преданиям отцов…»
Концовка:

Так и пропал Стецько без вести; никто не видал его с тех пор, и никто не слыхал о нем. Бегает он, одержимый страшною силой, по лесным чащам и трубит волком, наводя ужас на добрых Людей… Мы подъезжаем к селу. Занесенное снегом, без огней в окошках, оно казалось холодным и мертвым в бледном полусвете февральской ночи. Потянулись плетни, залаяли собаки… На душе у меня было тревожно и тоскливо.

## Критика
К. Трунин отметил, что «Оборотень» — редкое произведение Куприна на основе мистического или сказочного сюжета, и обратил внимание, что в 1901 году писатель создал шесть рассказов, пробуя себя в разных жанрах, экспериментируя: «на состоянии фрагмента остался в числе прочих и этот рассказ. Тема волколаков-оборотней могла быть интересней, удели ей Куприн больше внимания».
Отмечается, что во всём «Полесском цикле» Куприна фольклорные мотивы — легенды, притчи, поверья — остаются вставными новеллами, в отличие от, например, рассказов Гоголя, где фольклорные мотивы растворяются в сюжете. Однако, именно такой приём позволяет Куприну создать ощущение реальности мистических событий:

Реальное событие — волчий вой, отсылает к мистическим событиям. В самом рассказе присутствуют зимний, почти сказочный колорит и особое ощущение происходящего — место и время: «Была декабрьская ночь — тихая, светлая и не холодная. Снег только что перестал падать», и в легенде — «Ночь была светлая, месячная и мороз стоял такой, что деревья трещали». Благодаря такому описанию хронотопа, слушатель попадает на границу яви и сна.
Рассказ построен на художественной обработке полесских поверьях об оборотнях — «волкодланах», является образцом литературной интерпретации полесского поверья — былички.,
Обращено внимание, что к слову «волкодлан» сам автор сделал характерное примечание: «вурдалак, упырь», однако, герой рассказа обращался в волка, а не в мертвеца, и в этом авторском примечании, по мнению профессора Института языкознания РАН К. Г. Красухина: отразилась «сила заложенной Пушкиным традиции, что всякий оборотень представлялся вурдалаком и упырём».
Журнал «Вопросы русской литературы» указывает, что хотя Куприн и сохранил сюжетную основу народного поверья, но значительно расширил повествование, дополнив и изменив фольклорный источник, в частности, указанием места действия — деревня Казимирка Волынской губернии, а также имён и фамилий действующих лиц. И эти дополнения в первой части рассказа (приезд автора на железнодорожную станцию) позволяет писателю в личных впечатлениях сообщить читателю обстоятельства, при которых было услышано народное предание:

Но из этой внешней задачи вытекает внутренняя, главная: обратить внимание на экзотический колорит обстоятельств и внушить читателю чувство ожидания чего-то таинственного и необычайного. Именно этому служит изображение занесенной снегом станции в Полесье, которая «казалась неживой и забытой всем миром», описание возницы Трохыма Щербатого в полесской одежде, и особенно картина зимнего леса, в которой поэтичность достигается точностью изображения и музыкальным ритмом фразы: «Вершины деревьев, теряясь где-то в неизмеримой высоте, оставляли над нашими головами».

Рассказ отражает характерное для творчества А. И. Куприна единство романтического и реалистического изображения действительности. Обратившись к украинскому фольклору, художественно переработав полесское поверье-быличку об оборотне, писатель наполняет его сюжет колоритным бытовым содержанием, придает народной оценке событий отчетливое социальное звучание, искусно переплетает реальность с вымыслом и таким образом, достигает особой выразительности и занимательности повествования.— Вопросы русской литературы, 1979 год